# Dramaťák
Dramaťák (v anglickém originále Drama Club) je americký komediální mockument vytvořený Monicou Sherer a Madeline Whitby. Tento seriál měl premiéru 20. března 2021 na Nickelodeonu.

## Obsazení

### Hlavní role
- Telci Huynh jako Mack Farth
- Kensington Tallman jako Bianca Magic
- Nathan Janak jako Oliver Olivier
- Lili Brennan jako Darcy Jarvis
- Chase Vacnin jako Bench Logan
- Artyon Celestine jako Skip

### Vedlejší role
- John Milhiser jako Clyde Sniffet
- Neska Rose jako Gertie
- Reyn Doi jako Kurtis Edwards
- Ithmar Enriquez jako Ředitel Gibbins
- Marcus Folmar jako Kouč Cobbler

### Hostující role
- Brady Amaya jako Fenton
- Dallas Oliver jako Meegan
- Greg Barnett jako Ředitel Shoemaker
- Pilot Bunch jako Colin

## Seznam dílů
| Č. v seriálu | Č. v řadě | Původní název                                         | Český název   | Režie             | Scénář                          | Premiéra v USA  | Premiéra v ČR     | Prod. kód |
| ------------ | --------- | ----------------------------------------------------- | ------------- | ----------------- | ------------------------------- | --------------- | ----------------- | --------- |
| 1            | 1         | Pilot Drama in the Drama Club                         | bude oznámeno | Nancy Hower       | Monica Sherer & Madeline Whitby | 20. března 2021 | 25. října 2021    | 101       |
| 2            | 2         | Build A Bench                                         | bude oznámeno | Bennet Silverman  | Monica Sherer & Madeline Whitby | 27. března 2021 | 26. října 2021    | 102       |
| 3            | 3         | Phoneless in Tookus                                   | bude oznámeno | Matthew Pollock   | Eric Falconer                   | 3. dubna 2021   | 27. října 2021    | 104       |
| 4            | 4         | Luck Be a Poncho Tonight                              | bude oznámeno | Matthew Pollock   | Pang-Ni L. Vogt & Aaron Vaccaro | 10. dubna 2021  | 28. října 2021    | 103       |
| 5            | 5         | 15 Sniffets of Fame                                   | bude oznámeno | Nancy Hower       | Ian McLees & Richard Carl       | 17. dubna 2021  | 29. října 2021    | 106       |
| 6            | 6         | S.A.D.                                                | bude oznámeno | Nancy Hower       | Monica Sherer & Madeline Whitby | 1. května 2021  | 1. listopadu 2021 | 105       |
| 7            | 7         | Slumber Games                                         | bude oznámeno | Maureen Bharoocha | Emma Jay                        | 8. května 2021  | 2. listopadu 2021 | 107       |
| 8            | 8         | The Phantom of Farth Auditorium Phantom of Farth Hall | bude oznámeno | Maureen Bharoocha | Pang-Ni Landrum & Aaron Vaccaro | 15. května 2021 | 3. listopadu 2021 | 108       |
| 9            | 9         | Stress Rehearsal                                      | bude oznámeno | Matt Sohn         | Ian McLees & Richard Carl       | 22. května 2021 | 4. listopadu 2021 | 109       |
| 10           | 10        | The Show Might Go On                                  | bude oznámeno | Matt Sohn         | Monica Sherer & Madeline Whitby | 22. května 2021 | 5. listopadu 2021 | 110       |